# Karpogo Sar I
Der Karpogo Sar I (auch Kezhen) ist ein 7038 m (nach anderen Angaben 7090 m) hoher Berg im zentralen Karakorum im autonomen Gebiet Xinjiang (Volksrepublik China). 

## Lage
Er liegt im Panmah Muztagh etwa 1,5 km von der pakistanischen Grenze entfernt. Über einen Grat ist der Berg mit dem 2,5 km nordnordöstlich gelegenen Changtok Sar I verbunden.

## Besteigungsgeschichte
In den Jahren  1986 und 1988 gab es Besteigungsversuche japanischer Expeditionen.
Die Erstbesteigung des Karpogo Sar I gelang schließlich einer japanischen Expedition am 19. Juli 1994 vom Sarpo-Laggo-Gletscher aus über die Südostwand und den Nordostgrat statt. Den Gipfel erreichten Hideki Kawaguchi, Akihito Yamasaki und Hiroki Yoshida.